# Nombre de Bansen
El nombre de Bansen {\displaystyle (Ba)} és un nombre adimensional que s'utilitza en operacions de transferència de calor. Representa la relació entre la transferència d'energia tèrmica per radiació i la transferència per convecció.
Es defineix de la següent manera: 
{\displaystyle Ba={\frac {h_{r}\,S}{F\,c_{p}}}}
on
- hr = coeficient de transferència tèrmica per radiació
- S = superfície de transferència
- F = dèbit màssic
- cp = capacitat tèrmica